# Uspantán
Uspantán – miasto w środkowo-zachodniej Gwatemali, w górach Sierra Madre de Chiapas w departamencie El Quiché, leżące w odległości 87 km na północny wschód od stolicy departamentu Santa Cruz del Quiché. Według danych szacunkowych w 2012 roku liczba ludności miasta wyniosła tylko 6792 mieszkańców.
Jest siedzibą władz gminy o tej samej nazwie, która w 2012 roku liczyła 66 875 mieszkańców. Gmina w porównaniu do innych w departamencie jest duża, a jej powierzchnia obejmuje 865 km².